# Zeche Robert
Die Zeche Robert war eine der vielen kleinen Stollenzechen in und um Steele an der Ruhr. Sie war im südöstlichen Vorort Horst beheimatet.

## Geschichte

### 19. Jahrhundert
Das Grubenfeld wurde 1853 verliehen. Im Jahr 1864 war der Stollen bereits 600 Meter lang. Die Feldesteilung von 1869 bedeutete den Anfang vom Ende: 1872 förderten 19 Beschäftigte 3.500 Jahrestonnen, aber 1875 wurde der Betrieb eingestellt.

### Erster Weltkrieg
Erst im Jahre 1915, als der Erste Weltkrieg den Kohlebedarf in die Höhe trieb, erlebte Robert ein Comeback: Ein Jahr später förderten 43 Beschäftigte 13.000 Jahrestonnen. 1918 begann der Abbau im Nachbarfeld Schwarze Junge, weshalb die Zeche in zeitgenössischen Unterlagen oft, aber fälschlich Schwarze Junge genannt wurde.

### Die Expansion
Im Jahre 1920 waren auf Robert bereits 158 Bergleute beschäftigt, die Jahresförderung betrug über 45.000 Tonnen. Fortan dehnte die Grubenleitung ihren Kohleabbau auf die Reviere einst benachbarter, aber stillgelegter Zechen aus: 1920 begann der Wiederaufschluss der Zeche Wohlverwahrt in Essen-Horst, 1921 wurde die Zeche Neuruhrort in Bochum-Oberdahlhausen übernommen. Ergebnis der  Expansionspolitik: 1922 förderten 366 Beschäftigte fast 77.500 Jahrestonnen. Inzwischen verfügte Zeche Robert über eigenen Eisenbahnanschluss zum Bahnhof Bochum–Dahlhausen. Im Jahr 1925, auf dem Höhepunkt der ersten echten Kohleabsatzkrise an der Ruhr, wurde die Zeche Robert stillgelegt. Dieses Schicksal teilte sie mit den meisten Zechen zwischen Steele und Dahlhausen.

### Letzte Bemühungen
Im Jahr 1926 kam die Zeche Robert noch einmal für ein paar Monate in Betrieb. Ein Versuch zur Wiederinbetriebnahme scheiterte 1934 mit der Ansetzung eines zweiten Stollens unterhalb des Herrensitzes Schloss Horst.